# Emmeline B. Wells
Emmeline B. Wells (ur. 1828, zm. 1921) – amerykańska dziennikarka, edytorka, działaczka na rzecz praw kobiet, pisarka i poetka.

## Życiorys
Emmeline B. Wells urodziła się 29 lutego 1828 jako Emmeline Blanche Woodward. Jej rodzicami byli David i Diadama Hare Woodward z Petersham w stanie Massachusetts. Była siódmym z dziewięciorga dzieci. Jako jedyna z rodzeństwa otrzymała prywatne wykształcenie. Mając 14 lat zyskała dyplom nauczycielki. Również w wieku 14 lat przystąpiła do Kościoła. W 1843 jako piętnastoletnia dziewczyna poślubiła Jamesa Harveya Harrisa. Ich pierwsze dziecko zmarło. Kiedy James wyjechał w poszukiwaniu pracy i nigdy nie wrócił, w 1845 została jedną z żon biskupa Newela K. Whitneya. Gdy w 1850 roku Whitney zmarł, ponownie zajęła się zawodowo nauczaniem. W 1852 została siódmą żoną Daniela H. Wellsa. Miała jeszcze pięć córek. Dwie z nich przeżyła. Zmarła 29 kwietnia 1921 w Salt Lake City. 
Była piątym prezydentem generalnym Relief Society przy Kościele Jezusa Chrystusa Świętych w Dniach Ostatnich. Została powołana na tę funkcję w wieku 82 lat i sprawowała ją przez 11 lat.

## Twórczość
W 1877 Emmeline B. Wells została redaktorką Woman’s Exponent. Rozwinęła też twórczość poetycką. W 1896 wydała tomik Musings and Memories: Poems, wznowiony w 1915. W dedykacji do zbiorku napisała To my children and to their children and children's children this little volume is lovingly dedicated, hoping it may be a valued memento of maternal affection in all the years to come.